# Старе Биліни
Старе Биліни (пол. Stare Byliny) — село в Польщі, у гміні Рава-Мазовецька Равського повіту Лодзинського воєводства.
Населення — 116 осіб (2011).
У 1975-1998 роках село належало до Скерневицького воєводства.

## Демографія
Демографічна структура станом на 31 березня 2011 року:
|          | Загалом | Допрацездатний вік | Працездатний вік | Постпрацездатний вік |
| -------- | ------- | ------------------ | ---------------- | -------------------- |
| Чоловіки | 58      | 9                  | 40               | 9                    |
| Жінки    | 58      | 8                  | 35               | 15                   |
| Разом    | 116     | 17                 | 75               | 24                   |